# 60

60(육십)은 59보다 크고 61보다 작은 자연수다.

## 수학
- 합성수로, 그 약수는 총 12개다. (1, 2, 3, 4, 5, 6, 10, 12, 15, 20, 30, 60)
  - 약수가 12개인 가장 작은 자연수다.
  - 60의 진약수의 합은 108이므로, 60은 과잉수다.
- 6 이하의 모든 자연수의 최소 공배수다. 등분이 용이한 점으로 인해 육십진법이 탄생하게 되었다.
- 9번째 고도 합성수다. 앞의 고도 합성수는 48, 다음은 120이다.
- 4번째 칠각뿔수다. 앞의 칠각뿔수는 26, 다음은 115다.
- 두 쌍둥이 소수(59, 61) 사이의 수다.
- {\displaystyle 60=29+31=11+13+17+19}
  - 연속하는 두 소수(素數)인 29와 31의 합으로 나타낼 수 있으며, 이 성질을 지닌 앞의 수는 52, 다음 수는 68이다.
  - 11부터 19까지 연속하는 네 소수(素數)의 합으로 나타낼 수 있으며, 이 성질을 지닌 앞의 수는 48, 다음 수는 72이다.
- {\displaystyle 60=5\times 12=6\times 10=3\times 4\times 5}
  - 연속하는 두 오각수인 5와 12의 곱으로 나타낼 수 있으며, 이 성질을 지닌 앞의 수는 5, 다음 수는 264다.
  - 연속하는 두 삼각수인 6과 10의 곱으로 나타낼 수 있으며, 이 성질을 지닌 앞의 수는 18, 다음 수는 150이다.
  - 연속하는 세 자연수인 3, 4, 5의 곱으로 나타낼 수 있으며, 이 성질을 지닌 앞의 수는 24, 다음 수는 120이다.
  - {\displaystyle 60={\frac {5!}{2}}}
- 300 이하의 5의 배수는 60개다.

## 과학·기술
- 네오디뮴(Nd)의 원자번호.
- NGC 60: 물고기자리 방향에 있는 나선은하.
- 코스모스 60호(영어판): 1965년 3월 12일 최초 발사한 소련의 우주 발사체.

## 교통
- 고속도로
  - 서울양양고속도로의 노선 번호.
  - 유럽 고속도로 60호선: 프랑스 브레스트에서 키르기스스탄 이르케스탐(영어판)까지 이어지는 유럽 고속도로.
  - 아우토반 60호선(영어판, 독일어판): 독일의 고속도로.

- 국도 제60호선
  - 미국 60번 국도: 애리조나주 브렌다에서 버지니아주 버지니아비치까지 이어지는 미국의 국도.

- 기타 도로
  - 현도 제60호선

## 군사
- U-60: 독일의 군용 잠수함. 제1차 세계 대전에 사용된 1916년제 모델(영어판)과 제2차 세계 대전에 사용된 1939년제 모델(영어판)이 있다.

## 나이 (만 60세)
- 만 60세를 회갑이라고도 한다.
- 대한민국 5급 이상 공무원의 정년은 만 60세다.
- 대한민국 국군 소장의 정년은 만 60세다.

## 문화유산
- 대한민국의 국보 제60호: 청자 사자형뚜껑 향로
- 대한민국의 보물 제60호: 영주 영주동 석조여래입상
- 대한민국의 사적 제60호: 서천 건지산성

## 방송
- 지니 TV의 MBC 스포츠플러스 채널 번호.
- B tv의 ENA 플레이 채널 번호.
- U+ TV의 펀TV 채널 번호.
- LG헬로비전의 씨네트리 채널 번호.
- B tv 케이블의 MX 채널 번호.
- KT HCN의 드라맥스 채널 번호.
- 《추적 60분》: KBS의 시사 프로그램.

## 스포츠
- 블라디미르 발렌틴은 2013년 시즌 60홈런을 기록했는데, 이는 아시아 리그 최초다.

## 기타
- 연도: 60년, 기원전 60년
- 60년대
- 육십진법
  - 시간에서 1시간은 60분이다. (3600초) 1분은 60초다.
  - 각도에서 1도는 60분이다. 1분은 60초다. (위도와 경도, 지리적 좌표 측정에도 사용된다.)
- 60갑자.
- 63빌딩의 꼭대기 층은 60층이다.
- 60계치킨